# Шілда
Шілда (груз. შილდა) — село в Грузії.
За даними перепису населення 2014 року в селі проживає 3927 осіб.